# Édonide

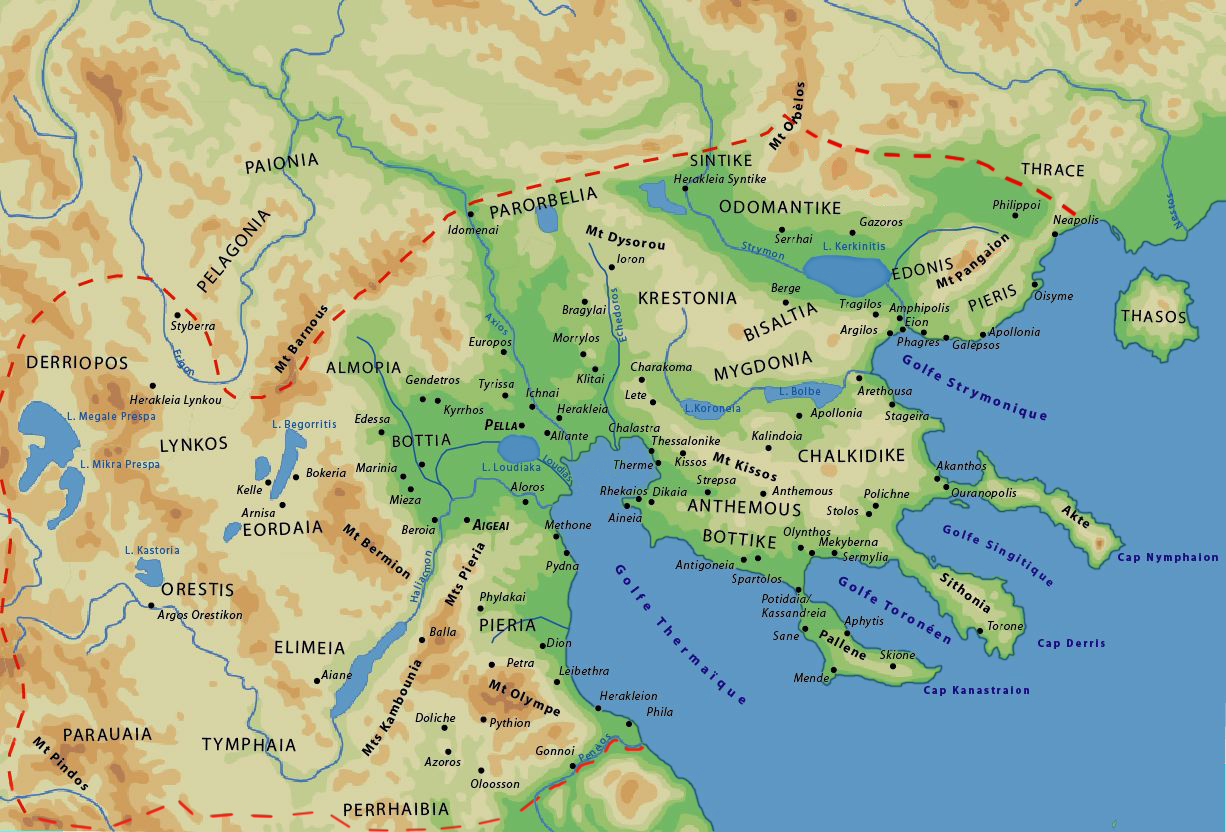
Carte du royaume de Macédoine avec l'Édonide située à l'est.

L’Édonide (en grec ancien Ἠδωνίς / Édonis) est une région du nord-est de la Macédoine antique, située entre les embouchures du Strymon et du Nestus.
Elle tire son nom du mont Édon, sur lequel les Bacchantes célébrent leurs mystères. Elle fait d'abord partie de la Thrace, mais a été annexée par Philippe II au milieu du IVe siècle av. J.-C.